# Szópatrosz (komédiaköltő)
Szópatrosz (Σώπατρος, Kr. e. 4. század) görög komédiaköltő
Itáliai phülakographosz, azaz komédiaköltő volt, aki Nagy Sándor és Ptolemaiosz Philadelphosz idejében élt. Drámái néhány töredék kivételével elvesztek; a maradékból látszik, hogy kifinomult nyelvezettel rendelkezett, s legkedveltebb versformája a jambikus trimeter volt.